# Palacio Río Negro
El palacio Río Negro es un palacio residencial de Brasil del siglo XX que fue sede de gobierno y residencia del gobernador del estado de Amazonas. El nombre original era palacio Scholz, ya que el edificio fue construido por el empresario alemán Waldemar Scholz, considerado por muchos en momento como "el barón del Caucho". El nombre con que se le conocía cambió a palacio Río Negro en 1918 después de la adquisición por el entonces gobernador del estado brasileño de Amazonas, Pedro de Alcântara Bacellar.

## Historia

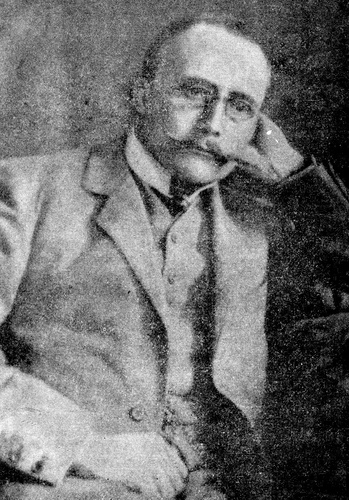
Karl Waldemar Scholz, primer dueño del edificio.

El palacio Scholz fue construido en estilo ecléctico en 1903 para ser residencia privada del mercader de caucho, Karl Waldemar Scholz. El estado brasileño de Amazonas en el tiempo era entonces uno de los estados más prósperos en Brasil debido la producción de caucho.
En 1911, debido a la compencia rígida de producción de caucho con los países asiáticos, había una disminución en el comercio de caucho de la Amazonia brasileña. Además, con la inicio de Primera Guerra Mundial, la línea de navegación entre Manaos y Hamburgo en Alemania estuvo interrumpido, el cual mucho socavó el negocio de señor Scholz.
Waldemar Scholz, en ese momento el presidente de comercio del Amazonas desde 1911 y cónsul de Austria desde 1913, en un intento de solucionar sus deudas, hipotecó la casa en 400,000$000 réis (moneda de Brasil en aquel tiempo) a un próspero comerciante de caucho del Purus (un río en la Amazonia), Luiz da Silva Gomes, quién luego lo adjudicó en subasta, siendo el fin de la estancia de la familia Scholz en tierras amazónicas, ya que volvió a Alemania.
Primero, el palacio Scholz estuvo alquilado al Gobierno de Amazonas para una cantidad de 1,000$000 réis por mes, a través del Gobernador, Pedro de Alcantara Bacellar que a pesar de la crisis económica que era en la región de Amazónia, las deficiencias del departamento financiero del estado y las críticas de sus adversarios, fue adquiridos el palacio en 1918 por a una cantidad de 200,000$000 Réis recibiendo el nombre de Palacio Río Negro. De 1918 hasta que 1995, sirvió la residencia de gobernadores y ubicación de gobierno del Estado de Amazonas.

## Centro Cultural Palacio Río Negro

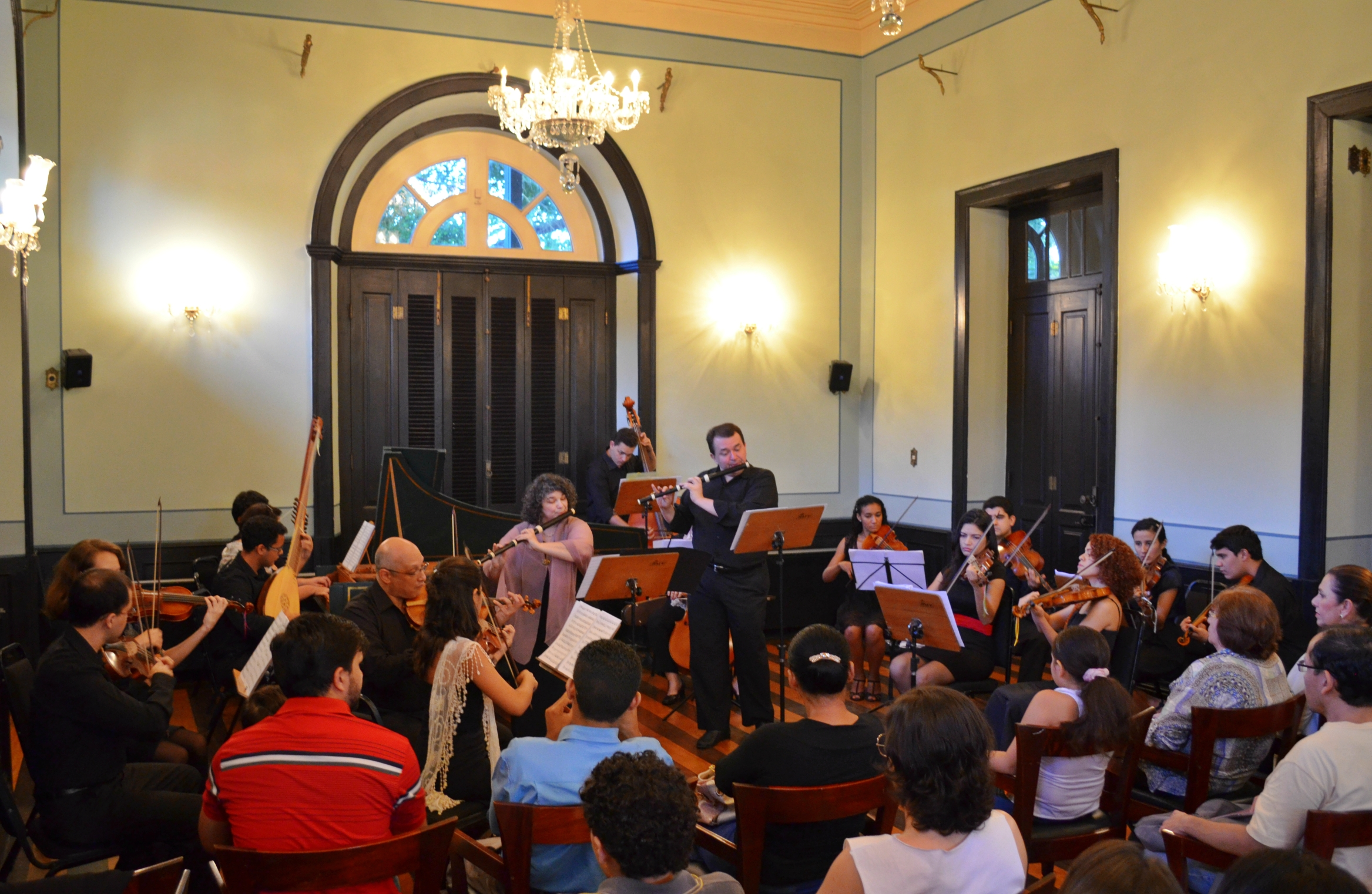
La presentación de la orquesta, interior del palacio.

Desde 1995 el gobierno del Estado de Amazonas, transformó el monumento a un museo que dice la historia del ciclo de goma en la región Amazónica y un centro importante de acontecimientos culturales para la ciudad de Manaos, Brasil, operando hasta el día presente.